# Московская зона обороны

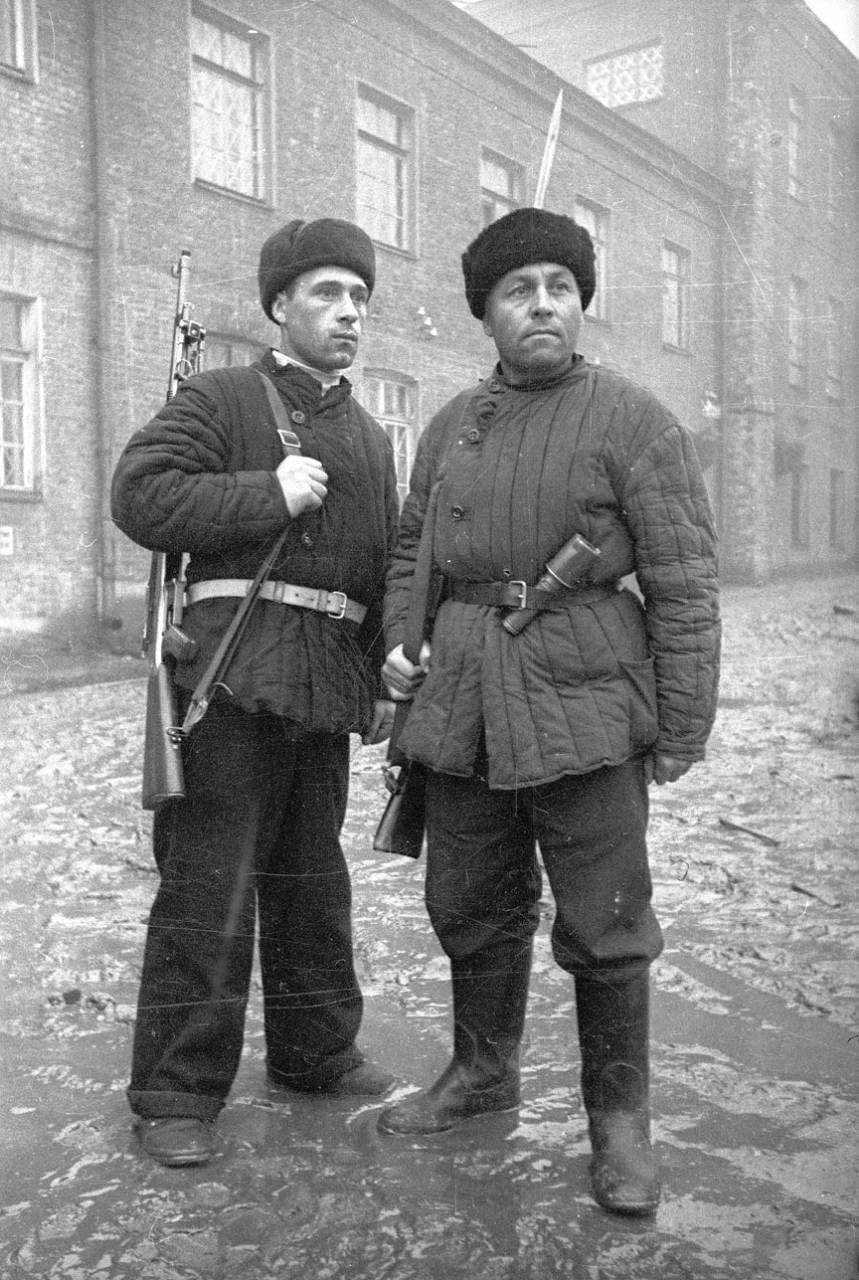
Фото А. В. Устинова «Московские рабочие-ополченцы у рубежей Москвы», октябрь 1941 года

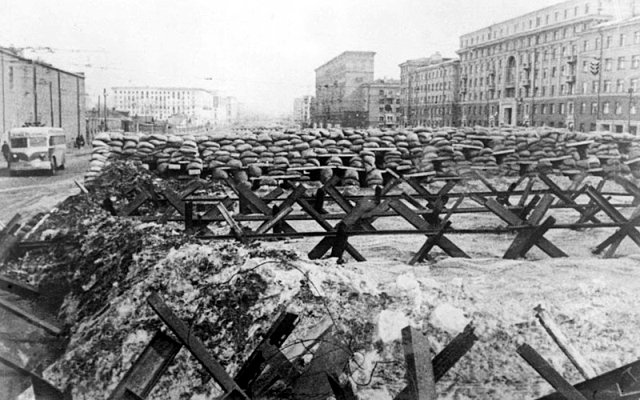
Заграждения из баррикад и противотанковых ежей на Большой Дорогомиловской улице, осень-зима 1941

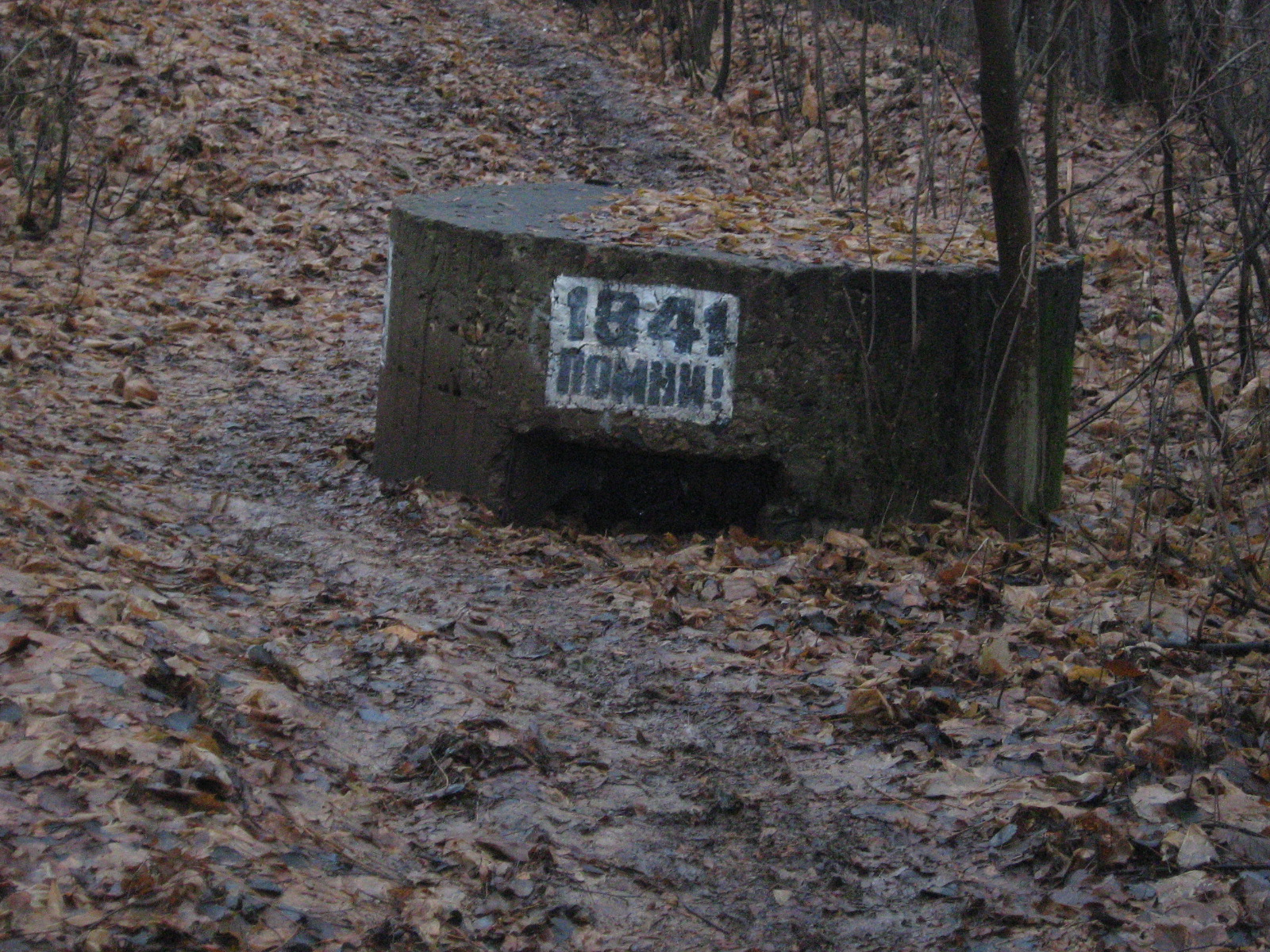
Противоосколочный пулемётный колпак Московской зоны обороны

Московская зона обороны (МЗО) — оперативное объединение Красной Армии, сформированное во время Великой Отечественной войны с целью защиты города Москва и близлежащих к ней районов от немецких войск. Войска, оборонявшие оборонительный рубеж с одноимённым названием, в том числе ряд дивизий народного ополчения, подчинялись командованию Московского военного округа и составляли, по существу, второй эшелон Западного фронта, оставаясь в распоряжении Ставки Верховного Главнокомандования. Одноимённая система оборонительных рубежей на ближних подступах к Москве была создана по решению Государственного комитета обороны (ГКО) от 12 октября 1941 в связи с приближением фронта к столице.

## История

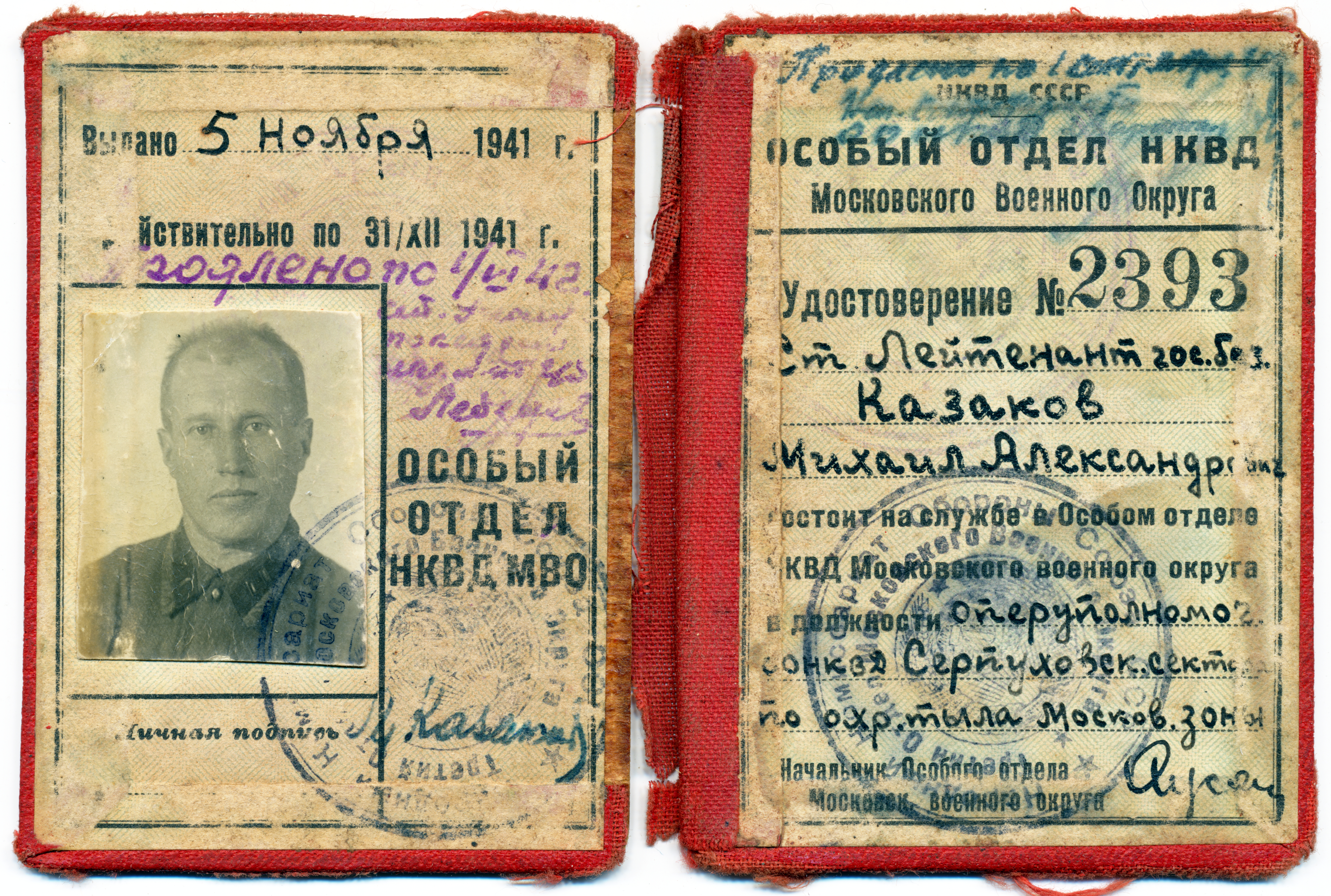
Удостоверение старшего лейтенанта госбезопасности М. А. Казакова, состоявшего на службе в Особом отделе НКВД (военная контрразведка) Московского военного округа в должности оперуполномоченного ООНКВД Серпуховского сектора по охране тыла Московской зоны. Выдано 5 ноября 1941 года, продлено по 1 июня 1942 года и по 1 сентября 1942 года

Система оборонительных рубежей Московская зона обороны на ближних подступах к Москве была создана по решению ГКО от 12 октября 1941 года в связи с приближением фронта к столице:

12 октября Государственный Комитет Обороны и Ставка приняли решение о создании Московской зоны обороны на базе упраздняемого Московского Резервного фронта, поставив задачу создать неодолимую оборону на ближних подступах к Москве, превратить город в неприступную крепость. Московским организациям предлагалось оказать командованию МЗО и МВО активную помощь.— Мемуары генерал-лейтенанта К. Ф. Телегина, Московская зона обороны.
Состояла из трёх рубежей (поясов) обороны Москвы:
- внешний (Хлебниковский) оборонительный рубеж, передний край которого проходил по линии: Клязьминское водохранилище, Хлебниково, река Клязьма, Сходня, Нахабино, Перхушково, Жаворонки, Снегири (Ленино), Красная Пахра, Домодедово[3]
- главный (Московский) оборонительный рубеж, передний край которого проходил по радиусу 15—20 км от центра Москвы (Кремля), который состоял из двух полос;
- городской рубеж, который состоял из трёх оборонительных позиций: по Окружной железной дороге, Садовому кольцу, Бульварному кольцу. На городском рубеже оборона строилась по принципу создания сильных узлов сопротивления, с использованием наиболее мощных ансамблей зданий города. Проспекты перегораживались баррикадами, усиленными ежами, проезды к ним перекапывались рвами или также баррикадировались.

Для защиты от врага в Московской зоне обороны было возведено на внешнем рубеже:
- 676 км противотанковых рвов;
- 445 км эскарпов и контрэскарпов;
- 380 км надолбов;
- свыше 30 тысяч огневых точек, ДЗОТов и ДОТов;
- установлено свыше 1,3 тысяч км проволочных заграждений;
- свыше 22 тысяч противотанковых ежей.

Хлебниковский оборонительный рубеж был оборудован заграждениями с применением электрического тока.
на городском рубеже:
- свыше 30 км надолбов;
- около 10 км баррикад;
- 24 000 противотанковых ежей;
- 46 км проволочных заграждений;
- свыше 200 артиллерийских и 500 пулемётных точек.

В Московскую зону обороны входили ряд укреплённых районов (УР) и рубежей.
Укреплённые районы
- Московский УР (№ 157) — находился в городской черте Москвы.
- Дмитровский УР (№ 64) — смыкался с Московским оборонительным рубежом в районе Тарасовки, шёл вдоль Учинского водохранилища и уходил на север вдоль канала Москва-Волга до Дубны. Этот рубеж был неплохо укреплен к зиме 1941 года, вдоль восточной стороны канала имелись многочисленные ДЗОТы. Наиболее известный[источник не указан 4472 дня] узел обороны — Перемиловские высоты;
- Коломенский УР (№ 65) примыкал к Московскому оборонительному рубежу в районе Капотни и шёл вдоль Москвы-реки на юг к Коломне. В боевых действиях участия не принимал;
- Клинский УР (№ 159) — прикрывал Москву с севера, вдоль Иваньковского водохранилища. Проходил в районе Завидово и Конаково;
- Волоколамский УР (№ 155) (35) — наиболее известным[источник не указан 4472 дня] узлом обороны являлся Ярополец. Здесь сражались кремлёвские курсанты;
- Можайский УР (№ 152) (36);
- Одинцовско-Подольский УР (№ 156);
- Малоярославецкий УР (№ 154) (37) — строился летом-осенью 1941 года. Наиболее известным узлом обороны является деревня Ильинское, где в октябре 1941-го сражались подольские курсанты;
- Калужский УР (№ 153);
- Тульский УР (№ 160);
- Сталиногорский УР (№ 161);
- Ханинский УР (№ 119).

Оборонительные рубежи
- Рязанский оборонительный рубеж;
- Окский отсечной рубеж;
- Калязинский оборонительный рубеж — строился зимой 1941 года, от Дубны и далее по Волге до Рыбинского водохранилища;
- Тыловой рубеж — примыкал к Калязинскому рубежу, чуть южнее города. Строился с осени 1941 года и был закончен зимой 1942 года;

Дальнейшее его развитие было признано нецелесообразным, однако он находился в резерве до 1943 года. Проходил по территории Ярославской, Ивановской, Владимирской и Тамбовской областей.

### Оперативное объединение
Оперативное объединение РККА Московская зона обороны было создано позднее, 2 декабря 1941 года, на базе управления и войск обороны Москвы в составе 24-й и 60-й армий и частей ПВО.
Командование Московской зоны обороны руководило оборонительными работами на подступах к Москве и в самом городе, а также управляло входившими в зону войсками. Накануне контрнаступления под Москвой Московская зона обороны включала 12 стрелковых и кавалерийскую дивизии, 12 стрелковых бригад, 5 пулемётных и 9 отдельных стрелковых батальонов, сведенных в 24-ю и 60-ю армии общей численностью около 200 тысяч человек.
Войска Московской зоны обороны располагались на внешних и внутренних поясах обороны и в городе. В готовности к отражению ударов противника находились 4-я и 9-я стрелковые дивизии. Пояс непосредственного прикрытия Москвы занимали четыре стрелковые дивизии и бригада, ключевые позиции в городе — 1-я стрелковая дивизия и 1-я бригада. На усилении войск Московской зоны обороны находилось около 30 полков и отдельных дивизионов артиллерии, с ними тесно взаимодействовали более 20 полков зенитной артиллерии Войск ПВО территории страны и авиация. Резерв командования Московской зоны обороны насчитывал свыше 20 тысяч человек Московского народного ополчения.

24 октября части Московской зоны обороны, занимавшие московские оборонительные рубежи, были сведены в три боевые группы: северо-западную, западную и юго-западную. В последующем из этих боевых групп возникли 2-я, 3-я Коммунистические, 4-я и 5-я Московские стрелковые дивизии. Они составили первый эшелон обороны. А Москва продолжала формировать второй эшелон: рабочие дружины (около 170), отряды истребителей танков (примерно 3000 человек). Все эти силы к концу октября насчитывали до 50 000 человек. Кроме того, было ускорено формирование танковых бригад и полков реактивной артиллерии.— Мемуары генерал-лейтенанта К. Ф. Телегина, Московская зона обороны.

### Расформирование
После разгрома немецких войск под Москвой на Московскую зону обороны было возложено обучение призванных контингентов, комплектование частей и соединений и отправка их в действующую армию.
25 декабря 1941 года 60-я армия, преобразованная в 3-ю ударную, была передана Северо-Западному фронту; 24-я армия 1 мая 1942 года преобразована в 1-ю резервную. В последующем инженерные и строительные части и организации (3-я сапёрная армия) и пулемётно-артиллерийские батальоны укрепленных районов были передислоцированы на дальние подступы к Москве, где развёртывалось строительство 8-ми укрепленных районов.
Московская зона обороны была упразднена в соответствии с приказом Народного комиссариата обороны СССР от 15 октября 1943 года, на базе её управления было сформировано управление восстановленного Белорусского военного округа.

## Командный состав
Командующий — генерал-лейтенант, с января 1942 — генерал-полковник П. А. Артемьев (весь период).
Члены Военного совета:
- дивизионный комиссар, с декабря 1942 генерал-майор К. Ф. Телегин (декабрь 1941 — декабрь 1942)
- генерал-майор Гапанович Д. А. (декабрь 1942 — октябрь 1943)

Начальники штаба:
- генерал-майор Кудряшев А. И. (декабрь 1941 — июль 1943)
- генерал-майор Субботин А. И. (июль-октябрь 1943)

Коменданты укрепленных районов:
- полковник Игнатьев Сергей Алексеевич — комендант 153-го (Калужского) УР
- полковник Якимович Антон Иванович — комендант 154-го (Малоярославского) УР
- полковник Яманов Алексей Александрович — комендант 160-го (Тульского) УР
- полковник Крамарчук Дмитрий Васильевич — комендант 157-го (Московского) УР
- полковник Дмитриев Павел Дмитриевич — комендант 161-го (Сталиногорского) УР
- подполковник Лихов Гавриил Васильевич — комендант 156-го (Одинцовского) УР
- полковник Худенко Антон Ермолаевич — комендант 155-го (Волоколамского) УР
- полковник Каширин Порфирий Никитович — комендант 152-го (Можайского) УР[4]